# Burgruine Schellenburg
Die Burgruine Schellenburg, auch Schellenberg oder Neuburg genannt, ist der Rest einer Spornburg auf einem 750 m ü. NHN hohen  Bergsporn über der Isar 1300 Meter nordwestlich der Kapelle Wegscheid im Gemeindegebiet von Lenggries im Landkreis Bad Tölz-Wolfratshausen in Bayern. Die Bezeichnung „Schellenburg“ dürfte eine Erfindung des späten 19. Jh. sein, denn historisch ist allein der Name „Neuburg“ greifbar.

## Geschichte
Die Burg wurde möglicherweise während des 12. Jahrhunderts (um 1160/65) im Auftrag des Bischofs von Freising erbaut. Der Bau dürfte durch Mitglieder der Sippe Gotzing-Schellenberg (an der Mangfall bei Miesbach) erfolgt sein. Um 1186/87 sind urkundlich einige Personen mit dem Zunamen „von Neuenburg“ belegt. 1287 schenkt der bayerische Herzog den Zehent im Kastenamt Neuburg an das Kloster Fürstenfeld. Ab spätestens 1289 bis ins 17. Jh. wird das Amt Neuburg als Verwaltungseinheit des Klosters Tegernsee erwähnt.
Die Burg selbst dürfte um 1250 bereits wieder aufgegeben oder zerstört worden sein. Später wird Neuburg nur noch als Schwaige bezeichnet. Für 1289 ist auf Neuburg ein „Schneck“ überliefert, der Käse-Abgaben ans Kloster zu liefern hatte. Die „Schneck“ waren ursprünglich Untervögte der Grafen von Andechs für das Kloster Tegernsee gewesen.

## Beschreibung

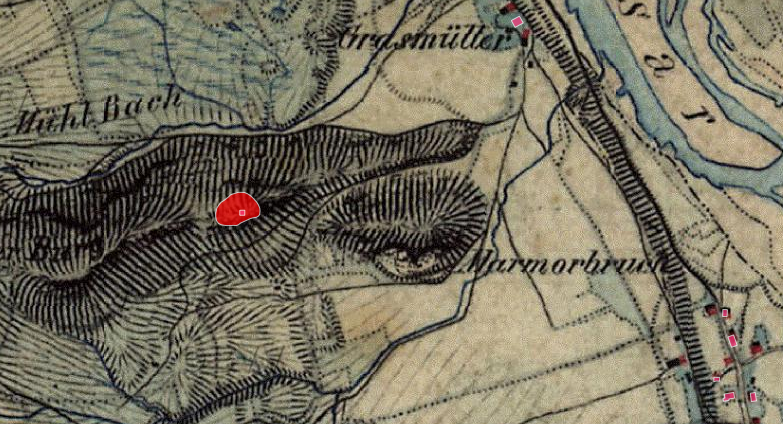
Lageplan von Burgruine Schellenburg auf dem Urkataster von Bayern

Von der ehemaligen Burganlage hat sich als augenscheinlichstes Relikt ein noch ca. 2 m langer, ca. 1,3 m dicker und 0,5 m hoher vermörtelter Grundmauerrest aus Bruchstein erhalten, der die Ecke eines Mauerdurchgangs markiert. Durch zwei weitere, sehr kleine Mauerreste derselben Machart und einige wallartige Erhebungen im Boden ergibt sich der Grundriss eines ehemaligen, trapezförmigen Gebäudes von ca. 12 × 10 m. Daher dürfte es sich bei diesem Gebäude um einen Wohnturm gehandelt haben.
Einige Meter westlich dieses Gebäudes ist ein teilweise künstlich angelegter Halsgraben erhalten. Diesem vorgelagert deuten leichte wallartige Erhebungen den Verlauf einer Vorburgbefestigung, vermutlich durch Palisaden, an.
Eine kegelförmige, nahezu quadratische Erhebung im Kernburg-Areal könnte auf einen verstürzten Bergfried hindeuten.
Durch die abgelegene Lage auf einem steilen Bergsporn und durch natürliche Engstellen zwischen Felsen war und ist die Burg nicht mit Fuhrwerken, sondern nur zu Fuß oder mit einem Reittier erreichbar.
Die Anlage ist unter der Aktennummer D-1-73-135-38 als denkmalgeschütztes Baudenkmal von Lenggries verzeichnet. Ebenso wird sie als Bodendenkmal unter der Aktennummer D-1-8335-0001 im Bayernatlas als „Burgstall des hohen und späten Mittelalters („Schellenburg“)“ geführt.